# Extreme Rules 2019
Extreme Rules (2019) was een professioneel worstel-pay-per-view (PPV) en WWE Network evenement dat georganiseerd werd door WWE voor hun Raw, SmackDown en 205 Live brands. Het was de 11e editie van Extreme Rules en vond plaats op 14 juli 2019 in het Wells Cargo Center in Philadelphia, Pennsylvania.

## Matches
| Nr. | Match                                                                                               | Wninaar(s)                    | Opmerkingen | Bron  |
| --- | --------------------------------------------------------------------------------------------------- | ----------------------------- | --- | ----- |
| 1p  | Shinsuke Nakamura vs. Finn Bálor (c)                                                                | Shinsuke Nakamura (nc)        | Eén-op-één match voor het WWE Intercontinental Championship.                                                                         | [ 2 ] |
| 2p  | Drew Gulak (c) vs. Tony Nese                                                                        | Drew Gulak                    | Eén-op-één match voor het WWE Cruiserweight Championship.                                                                            | [ 2 ] |
| 3   | The Undertaker & Roman Reigns vs. Shane McMahon & Drew McIntyre                                     | The Undertaker & Roman Reigns | No Holds Barred tag team match. | [ 2 ] |
| 4   | The Revival (Scott Dawson & Dash Wilder) (c) vs. The Usos (Jimmy & Jey Uso)                         | The Revival                   | Tag team match voor het WWE Raw Tag Team Championship.                                                                               | [ 2 ] |
| 5   | Aleister Black vs. Cesaro                                                                           | Aleister Black                | Eén-op-één match. | [ 2 ] |
| 6   | Bayley (c) vs. Nikki Cross & Alexa Bliss                                                            | Bayley                        | Handicap match voor het WWE SmackDown Women's Championship.                                                                          | [ 2 ] |
| 7   | Braun Strowman vs. Bobby Lashley                                                                    | Braun Strowman                | Last Man Standing match. | [ 2 ] |
| 8   | The New Day (Big E & Xavier Woods) vs. Daniel Bryan & Rowan (c) vs. Heavy Machinery (Otis & Tucker) | The New Day (nc)              | Dit was een Triple Threat match voor het WWE SmackDown Tag Team Championship.                                                        | [ 2 ] |
| 9   | AJ Styles (met Luke Gallows & Karl Anderson) vs. Ricochet (c)                                       | AJ Styles (nc)                | Eén-op-één match voor het WWE United States Championship.                                                                            | [ 2 ] |
| 10  | Kevin Owens vs. Dolph Ziggler                                                                       | Kevin Owens                   | Eén-op-één match. | [ 2 ] |
| 11  | Kofi Kingston (c) vs. Samoa Joa                                                                     | Kofi Kingston                 | Eén-op-één match voor het WWE Championship.                                                                                          | [ 2 ] |
| 12  | Seth Rollins (c) & Becky Lynch (c) vs. Baron Corbin & Lacey Evans                                   | Seth Rollins & Becky Lynch    | Last Chance Winner Takes All Extreme Rules Mixed Tag Team match voor het WWE Universal Championship en WWE Raw Women's Championship. | [ 2 ] |
| 13  | Brock Lesnar (met Paul Heyman) vs. Seth Rollins (c)                                                 | Brock Lesnar (nc)             | Eén-op-één match voor het WWE Universal Championship.                                                                                | [ 2 ] |